# Металлург (футбольный клуб, Алмалык)
«Металлу́рг» (узб. «Металлург» Олмалиқ футбол клуби) — бывший советский и узбекистанский футбольный клуб из города Алмалык Ташкентской области, существовавший в 1966-1988, 2003, 2008-2009 годах.
Домашние матчи проводил на одноимённом стадионе, построенном в 1960 году и вмещающем 11 000 зрителей.

## История
В 1966-1969 годах выступал в классе «Б» чемпионата СССР, с 1970 по 1986 год участвовал на чемпионате Узбекской ССР, а в 1987-1988 годах — во Второй лиге чемпионата СССР.
3 раза (в сезонах-1965/66, 1966/67 и 1967/68) принимал участие в розыгрыше Кубка СССР, выбывая из турнира уже на ранних стадиях.
Также играл в розыгрышах Кубка Узбекской ССР. А в 2003, 2008 и 2009 годах выступал в финальных этапах Второй лиги Узбекистана.